# لیدیا ماریا چایلد
لیدیا ماریا چایلد (née فرانسیس; ۱۱ فوریه ۱۸۰۲ – ۲۰ اکتبر ۱۸۸۰) نویسنده، مدافع جنبش لغو برده‌داری در ایالات متحده، فعال حقوق زنان، حامی حقوق بومیان آمریکا، روزنامه‌نگار، و مخالف گسترش‌خواهی بود. آثار او، از جمله داستان‌های تخیلی و راهنماهای خانگی، از دهه ۱۸۲۰ تا ۱۸۵۰ مخاطبان گسترده‌ای داشت. در مواردی، او با پرداختن به موضوعاتی چون سلطه مردانه و برترپنداری نژاد سفید، مخاطبانش را شگفت‌زده می‌کرد.
با وجود تمام چالش‌ها، لیدیا ماریا چایلد احتمالاً بیشتر به خاطر شعرش آن‌سوی رودخانه و از میان جنگل شناخته می‌شود. خانهٔ پدربزرگش، که او در این شعر به بازدید از آن اشاره می‌کند، در سال ۱۹۷۶ توسط دانشگاه تافتس بازسازی شد و در نزدیکی رودخانه میستیک در خیابان جنوبی، در مدفورد، ماساچوست قرار دارد.

## اوایل زندگی و تحصیل
لیدیا ماریا فرانسیس در یازدهم فوریه سال ۱۸۰۲ در مدفورد، ماساچوست، از والدینی به نام سوزانا (با نام خانوادگی رند) و کانورس فرانسیس به دنیا چشم گشود. او، که به نام میانی‌اش شناخته می‌شد، این نام را به گونه‌ای ادبی و خاص «مارای‌یا» تلفظ می‌کرد.
برادر بزرگ‌ترش، کانورس فرانسیس، که در کالج و دانشکده الهیات هاروارد علم‌آموزی کرده بود، به مقام واعظی در آیین یونیتاریانیسم دست یافت. لیدیا نیز علوم ابتدایی خود را در یک مدرسه محلی فراگرفت و پس از آن، آموزش عالی خود را در یک مدرسه زنان به انجام رسانید. با فقدان مادر، برای زندگی نزد خواهر بزرگ‌تر به ایالت مین کوچ کرد، و در این اقامتگاه جدید، به تعلیم و تربیت برای حرفه آموزگاری اهتمام ورزید.
کانورس، که در آن هنگام یک واعظ یونیتارین صاحب‌نام بود، پیوسته خواهر خردسال خود را در دنیای آثار ادبی برجستگانی همچون هومر و میلتون رهنمون ساخت و بر غنای ذهنی او افزود. در دهه سوم زندگی، لیدیا با برادر خود هم‌زیستی داشت و از طریق او، با بسیاری از نویسندگان و اندیشمندان مطرح روزگار آشنا گردید. بدین ترتیب، سرانجام به آیین یونیتاریانیسم گرایش یافت.
لیدیا ماریا فرانسیس به‌طور اتفاقی مقاله‌ای در بازنگری آمریکای شمالی خواند که به بررسی زمینه‌های موجود برای نویسندگان در تاریخ اولیه نیوانگلند می‌پرداخت. با اینکه هرگز به نویسندگی اندیشه نکرده بود، بلافاصله نخستین فصل رمان خود، هوبوموک، را نگاشت. با تشویق برادرش و تحسین‌های گرم او، فرانسیس نگارش این اثر را ظرف شش هفته به پایان رسانید و به چاپ سپرد. از آن زمان تا پایان زندگی‌اش، بی‌وقفه به نویسندگی مشغول بود.
فرانسیس یک سال در یک مدرسه علوم دینی در مدفورد تدریس کرد و در سال ۱۸۲۴ یک مدرسه خصوصی در واترتاون، ماساچوست تأسیس کرد. در سال ۱۸۲۶، او نخستین ماهنامه ویژه کودکان با عنوان گوناگونی نوجوانان را پایه‌گذاری کرد و مدیریت انتشار آن را به مدت هشت سال بر عهده داشت.
با انتشار آثار دیگر که مخالفت او با برده‌داری را بیان می‌کرد، بسیاری از مخاطبان او، به‌ویژه در جنوب، از او روی برگرداندند. در نهایت، ماهنامه گوناگونی نوجوانان پس از کاهش فروش کتاب‌ها و اشتراک‌ها تعطیل شد.
در سال ۱۸۲۸، لیدیا ماریا فرانسیس با دیوید لی چایلد ازدواج کرد و به شهر بوستون نقل مکان نمود.

## حرفه

### آثار اولیه
پس از موفقیت رمان هوبوموک، لیدیا ماریا چایلد چندین رمان، مجموعه‌ای از اشعار و یک کتاب راهنمای آموزش مادران با عنوان کتاب مادران نوشت؛ اما موفق‌ترین اثر او خانه‌دار مقتصد؛ تقدیم به کسانی که از صرفه‌جویی شرم ندارند بود. این کتاب عمدتاً شامل دستورهای آشپزی بود، اما همچنین توصیه‌هایی برای زنان خانه‌دار جوان ارائه می‌کرد؛ از جمله جمله معروف: «اگر قصد دارید خانه‌ای را تجهیز کنید، همه پول خود را خرج نکنید… فروتنانه آغاز کنید.»
این کتاب نخستین بار در سال ۱۸۲۹ منتشر شد، توسعه یافت و طی ۲۵ سال ۳۳ بار چاپ شد.
چایلد همچنین اظهار داشت که کتابش «برای فقرا نوشته شده بود… کسانی که توانایی تجمل‌گرایی دارند می‌توانند بهترین اطلاعات را در کتاب هفتاد و پنج دستور آشپزی اثر الیزا لزلی بیابند.»
چایلد در سال ۱۸۳۲ عنوان کتاب خود را به خانه‌دار مقتصد آمریکایی تغییر داد تا سردرگمی میان اثر او و کتاب بریتانیایی نویسنده سوزانا کارتر به نام خانه‌دار مقتصد که برای نخستین بار در سال ۱۷۶۵ منتشر شده و از سال ۱۷۷۲ در آمریکا چاپ شده بود، پایان دهد. چایلد اظهار داشت که کتاب کارتر مناسب «نیازهای این کشور» نیست.
به‌رغم این تغییر عنوان، کتاب چایلد میان سال‌های ۱۸۳۲ تا ۱۸۳۴ در لندن و گلاسگو نیز چاپ شد، که بر سردرگمی موجود افزود. در همین دوران، او مجموعه‌ای در کتاب سالانه نشانه، که هدیه‌ای سالانه بود، منتشر کرد.